# Nike (przedsiębiorstwo)

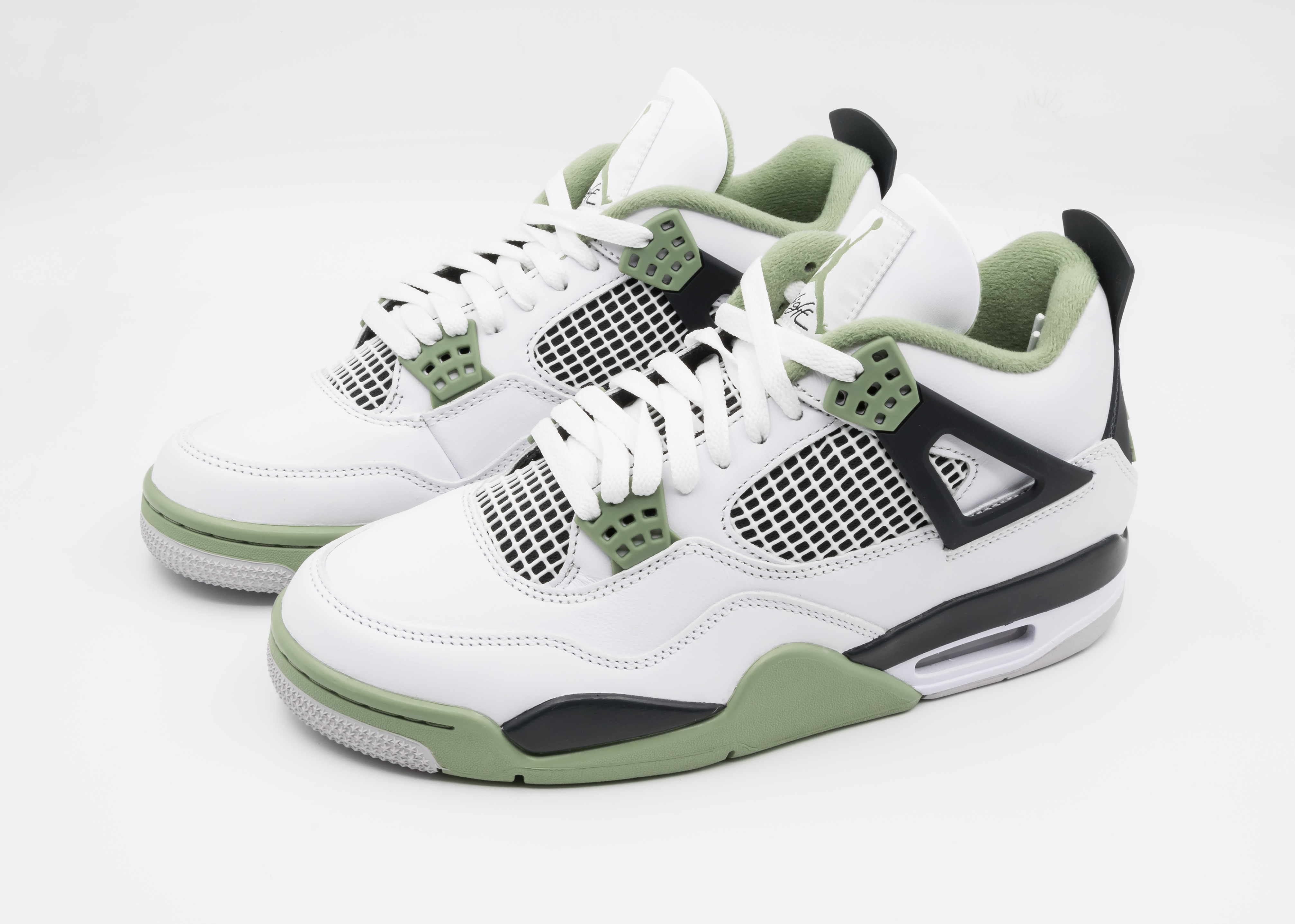
Buty Nike Air Jordan

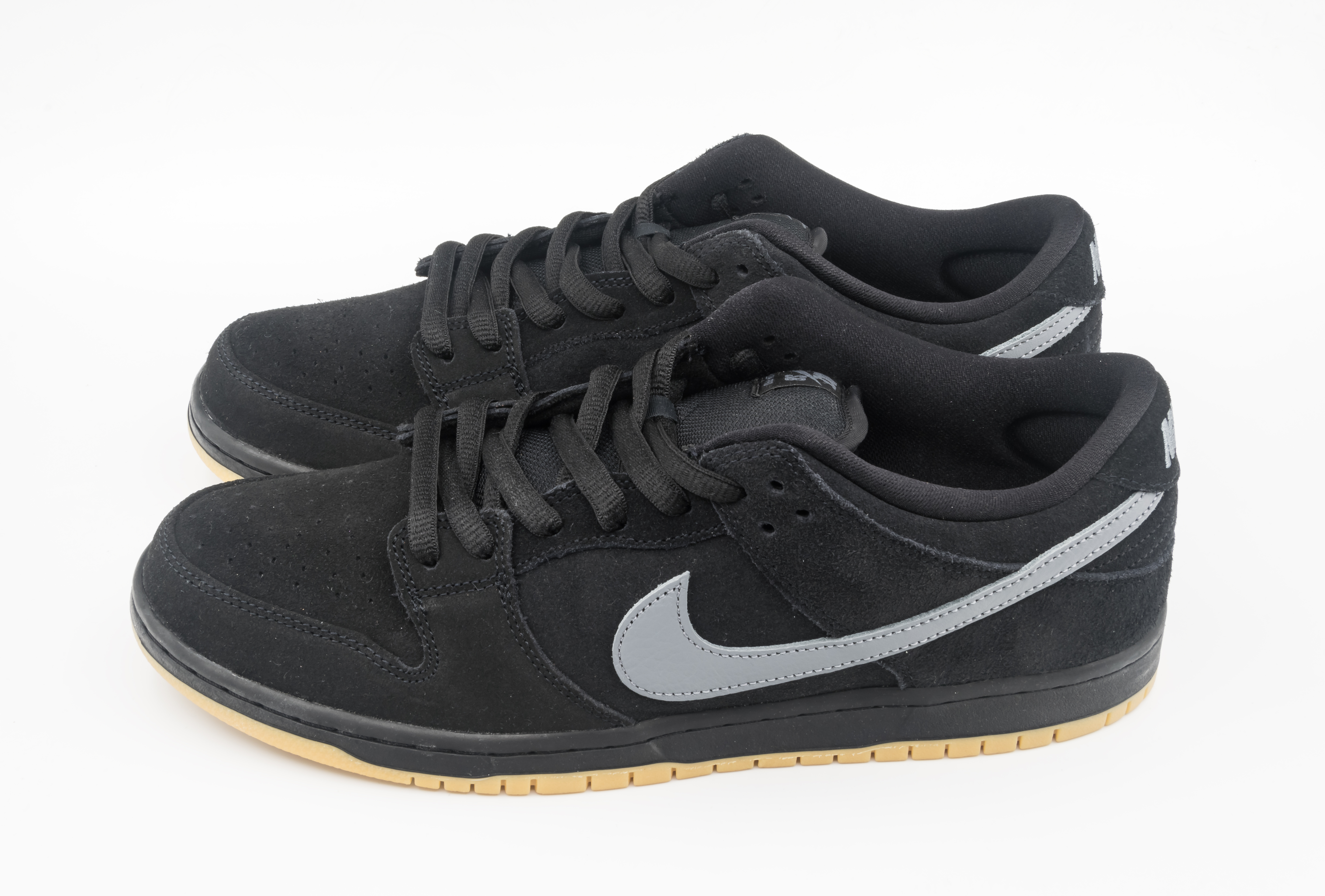
Buty Nike SB Dunk Low Pro

Nike, Inc. (stylizowany zapis NIKE) – amerykańskie przedsiębiorstwo będące jednym z największych na świecie producentów obuwia, odzieży i akcesoriów sportowych.
Założone w 1964 w Washington County jako Blue Ribbon Sports przez Billa Bowermana i Philipa Knighta, który do 2004 był prezesem koncernu. Jej nazwa pochodzi od greckiej bogini Nike.
Według badania waszyngtońskiej organizacji Good Jobs First przedsiębiorstwo Nike otrzymało ok. 2 mld dolarów dotacji federalnych i stanowych w okresie 2010–2013.

## Kalendarium
- 1964 – w styczniu powstała Blue Ribbon Sport, przedsiębiorstwo zajmujące się początkowo dystrybucją japońskiego obuwia Onitsuka Tiger wśród uczestników sportowych imprez dla biegaczy w stanie Oregon. Wkrótce w ofercie pojawiły się także modele butów własnego projektu.
- 1966 – powstały pierwszy sklep BRS w Santa Monica.
- 1971 – BRS skończyła współpracę z Onitsuka i wypuściła pierwszą samodzielną linię obuwia nazwaną „Swoosh”. Zaprezentowany latem model butów dla piłkarzy otrzymał nazwę „Nike”.
- 1972 – „Nike” zostało nazwą całej nowej linii obuwia BRS promowanych wśród biegaczy biorących udział w zawodach „US Olympic Track & Field Trials”. Koncern podpisał pierwszy w historii przemysłu odzieży sportowej kontrakt na wyłączność noszenia butów z tenisistą Ilie Năstase. Sportowcy reklamujący wyłącznie produkty jednego przedsiębiorstwa aż do następnej dekady pozostali specjalnością Nike.
- 1977 – powstał pierwszy slogan promujący producenta: „There is no finish line” (pol. Meta nie istnieje)
- 1978 – Blue Ribbon Sport oficjalnie zmieniła nazwę na Nike.
- 1979 – M. Frank Rudy stworzył i opatentował technologię „powietrzną” dla butów Nike, którą zastosowano w serii butów do biegania „Tailwind”. Polegała ona na wypełnieniu podeszwy plastikowymi membranami zawierającymi powietrze w celu dodatkowej amortyzacji.
- 1980 – na rynek trafiło ok. 2,5 miliona akcji spółki.
- 1982 – technologia poduszek powietrznych trafiła do linii obuwia dla koszykarzy, nazwanej „Air Force”.
- 1985 – Nike jako pierwsze przedsiębiorstwo odzieżowe stworzyło kolekcję odzieży sygnowaną nazwiskiem sportowca: linię butów do koszykówki Air Jordan, bazującą na popularności młodej gwiazdy NBA Michaela Jordana.
- 1986 – roczne przychody spółki po raz pierwszy przekroczyły sumę jednego miliarda dolarów.
- 1987 – w nowej linii obuwia „Air Max” wyeksponowano poduszkę powietrzną na zewnątrz, a nie jak dotychczas ukrytą wewnątrz podeszwy.
- 1988 – powstał slogan przedsiębiorstwa Just do it (pol. Po prostu to zrób).
- 1995 – korporacja podpisała długoterminowe umowy z drużynami piłkarskimi pochodzącymi z obu Ameryk oraz otworzyła się na futbol europejski, podpisując umowę z angielskim zespołem Arsenal F.C.
- 1998 – po serii skandali związanych z wyzyskiem pracowników w krajach trzeciego świata, przyjęta została nowa polityka zatrudnienia, definiująca minimalny wiek pracowników, jakość zatrudnienia, programy edukacyjne, oraz zakładająca stały monitoring fabryk.
- 2002 – w związku z plagą otyłości ruszyła akcja „NikeGO” mająca na celu popularyzację aktywności ruchowej wśród amerykańskich nastolatków.
- 2003 – Nike wykupił spółkę Converse za kwotę 305 milionów dolarów. Również w tym roku, po raz pierwszy w historii działania przedsiębiorstwa, zyski ze sprzedaży zagranicznej przekroczyły zyski ze sprzedaży w Ameryce Północnej.
- 2004 – Phil Knight ustąpił z pozycji prezesa zarządu spółki, jednak pozostał w zarządzie.
- 2006 – roczny przychód zwiększył się o ponad 12%, przekraczając kwotę 13,45 miliarda dolarów.

## Krytyka

### Łamanie praw pracowniczych, praca dzieci
W latach 90. wybuchł skandal związany z ujawnieniem warunków pracy w fabrykach lokalnych podwykonawców pracujących na zlecenia przedsiębiorstwa Nike. W fabrykach szyjących buty Nike w Indonezji łamano prawa pracownicze dotyczące warunków pracy, BHP i wynagrodzeń. Reputacji przedsiębiorstwa zaszkodziło również to, że w niektórych fabrykach do produkcji jej sprzętu sportowego zatrudniano dzieci. W połowie lat 90. świat obiegły fotografie, na których mały, dziesięcioletni chłopiec z Pakistanu siedzi w brudnym pokoju i zszywa piłki Nike. Reperkusją tych wydarzeń była spadająca sprzedaż produktów Nike. Dziś połowa największych producentów obuwia sportowego (włączając w to Nike) ma specjalne kodeksy postępowania z pracownikami zatrudnionymi w najuboższych krajach świata. Nie wszystkie jednak poddają się niezależnym kontrolom.
W 1997 Mike Gitelson, pracownik socjalny opiekujący się młodzieżą w Bronksie, opowiedział podopiecznym, że pracownicy w Indonezji zarabiają jedynie 2 dolary na dzień, wyprodukowanie pary butów kosztuje przedsiębiorstwo Nike 5 dolarów, a są one sprzedawane za 100–180 dolarów. Wyjaśnił on także, że Nike nie produkuje butów w Stanach Zjednoczonych, a to jest jedną z przyczyn, dlaczego ich rodzicom tak trudno znaleźć pracę. W ten sposób sprowokował młodzież do wysyłania apeli do szefa koncernu, aby oddał im pieniądze. Następnie około 200 jedenasto-, dwunasto- i trzynastolatków przybyło przed tzw. Nike-Town (supermarket Nike) w Nowym Jorku i krzycząc rzuciło pod nogi ochroniarzom worki na śmieci pełne zużytych butów sportowych. Trzynastoletnia czarnoskóra dziewczynka z Bronxu wprost do kamery jednej ze zgromadzonych stacji telewizyjnych powiedziała: „Nike, we made you, we will break you!” (z ang. „Nike, my cię stworzyliśmy, my cię zniszczymy”).
W 2002 grupa 350 pracownic protestowała przeciwko tajlandzkiemu przedsiębiorstwu Bed and Bath Prestige Company produkującej dla takich koncernów jak Nike, Reebok, Adidas, Levi Strauss & Co. Przedsiębiorstwo to zalegała z wypłatami i odszkodowaniami dla pracownic w wysokości ok. 400 tys. euro. Kobiety skarżyły się, że przymuszano je do pracy w nadgodzinach, musiały pracować niezależnie od choroby czy ciąży. Na skutek protestów konsumenckich tajlandzkie ministerstwo pracy przyznało pracownicom częściowe odszkodowania.
W marcu 2002 pojawił się raport „We Are Not Machines” (z ang. „Nie jesteśmy maszynami”) sporządzony przez kilka organizacji broniących praw człowieka (m.in. Clean Clothes Campaign oraz Oxfam). Zarzucono w nim przedsiębiorstwom Nike i Adidas, że szwaczki w Indonezji otrzymują tylko 2 euro zapłaty za dzień pracy. W raporcie jest mowa o niebezpiecznych warunkach pracy, dyskryminacji seksualnej kobiet oraz zwalczaniu działalności związkowej – pracownice, które przyłączają się do związków zawodowych muszą „obawiać się zwolnienia, więzienia lub fizycznej przemocy”.

### Nike Ground
Późnym latem 2003 pojawiły się plany rewitalizacji placu Karola w Wiedniu i jego przemianowania na plac Nike. Jak wynikało ze strony internetowej, planowano przeprowadzenie kampanii także w innych miejscach świata. Oprócz przemianowania placu, przewidziano również ustawienie monumentu w kształcie logo Nike (tzw. Swoosh) o długości 36 i wysokości 18 metrów. W związku z kampanią zaprojektowany został także but sportowy o nazwie Ground Turbulence III, którego pierwszą parę miał założyć burmistrz Wiednia w dniu otwarcia „placu Nike”. Na miejscu postawiono pawilon informacyjny, w którym można było obejrzeć model placu po planowanych zmianach. Wszystkim zainteresowanym rozdawano broszury informacyjne dotyczące całego przedsięwzięcia. Gdy plany koncernu dotarły do opinii publicznej w mediach rozgorzała wojna.
Zaczęły się pojawiać jednak przypuszczenia, że inicjatorem całego przedsięwzięcia wcale nie jest Nike. Nike Austria wielokrotnie odcinało się od kampanii, co tylko wzmocniło podejrzenia. Koncern zapowiedział złożenie pozwu: „W tym przypadku nie mamy niestety do czynienia z niewinnym żartem, ale z wykorzystaniem naszej marki. Dlatego też Nike podejmie kroki prawne wobec pomysłodawców tej mistyfikacji”.
Z czasem okazało się, że w przedsięwzięciu uczestniczyła grupa artystów 0100101110101101.org oraz Public Netbase – Institute for New Culture Technologies, z siedzibą w Wiedniu. Organizacje przeprowadziły akcję, by zwrócić uwagę na problem „zawłaszczania” przez koncerny przestrzeni publicznej. Nike złożyło pozew w związku z naruszeniem ich praw. Jednak po pewnym czasie, z powodu (międzynarodowych) artykułów prasowych, koncern wycofał pozew. Z perspektywy public relations okazał on się fatalnym zagraniem i doprowadził do poważnego uszczerbku na wizerunku przedsiębiorstwa. 0100101110101101.org i Public Netbase napisały: „Próby zastraszenia, którymi posłużył się koncern znany ze stosowania podobnych strategii marketingowych, wróciły do niego niczym bumerang”.

### „Nie wygrywasz srebra, tylko tracisz złoto”
Za całokształt przekazu reklamowego Nike była dwukrotnie nagradzana na festiwalu reklamy w Cannes (1994, 2003). Jednak hasło Nike „You don’t win silver, you lose gold” (z ang. „Nie wygrywasz srebra, tylko tracisz złoto”), wiodące dla kampanii reklamowej przy okazji olimpiady w Atlancie w 1996 wywołało w USA powszechne oburzenie z powodu sensu przeczącego olimpijskiej idei szlachetnej rywalizacji i pochwały wysiłku sportowego.